# Al 111-lea Congres al Statelor Unite ale Americii
Cel de-al 111-lea Congres al Statelor Unite ale Americii și-a început activitatea în timpul ultimelor săptămâni ale administației celui de-al 43-lea președinte american, George W. Bush și va dura încă doi ani, până în ianuarie 2011.  Durata oficială a actualului Congress este între 3 ianuarie 2009 și 3 ianuarie 2011, începând cu o primă sesiune în 6 ianuarie 2009.
Proporția componenței locurilor actualei Camere a Reprezentanților este bazată pe rezultatele ultimului recensământ național, 2000 U.S. Census. În cadrul alegerilor din 4 noiembrie 2008, Partidul Democrat și-a asigurat majoritatea în ambele camere. Un nou loc de delegat a fost creat pentru teritoriul american Insulelor Mariana de Nord.